# Freccia (cacciatorpediniere 1902)
Il Freccia è stato un cacciatorpediniere della Regia Marina. 

## Storia
In servizio nel 1902, la nave ebbe una vita operativa piuttosto breve e priva di eventi di rilievo. Insieme alle unità gemelle formò il primo gruppo di cacciatorpediniere costruiti per la Regia Marina: progettati dai cantieri Schichau, si rivelarono unità con buone caratteristiche marine, robuste, veloci ed affidabili, anche se afflitte da seri problemi di tenuta del mare. 
Come le unità gemelle, il Freccia partecipò alla guerra italo-turca. 
A due settimane dall'inizio di tale conflitto, nella notte del 12 ottobre 1911, la nave, mentre usciva da Tripoli nel corso di una tempesta, urtò degli scogli e s'incagliò su un banco di sabbia all'imboccatura del porto di Tripoli, occupato da pochi giorni. Non vi furono perdite tra l'equipaggio, che riuscì a mettersi in salvo, ma la nave, inizialmente ritenuta in buone condizioni ed in grado di essere rapidamente riportata a galla, affondò di prua alcuni giorni dopo, rimanendo semisommersa (contro il relitto andò ad urtare, la sera del 21 ottobre 1911, una lancia a vapore): i danni risultarono alla fine tali che il Freccia venne considerato perduto.